# عبدالعزیز دربال
عبدالعزیز دربال (انگلیسی: Abdel Aziz Derbal؛ زادهٔ ۲۷ اکتبر ۱۹۵۲) بازیکن والیبال اهل تونس بود.